# Hu Xijin

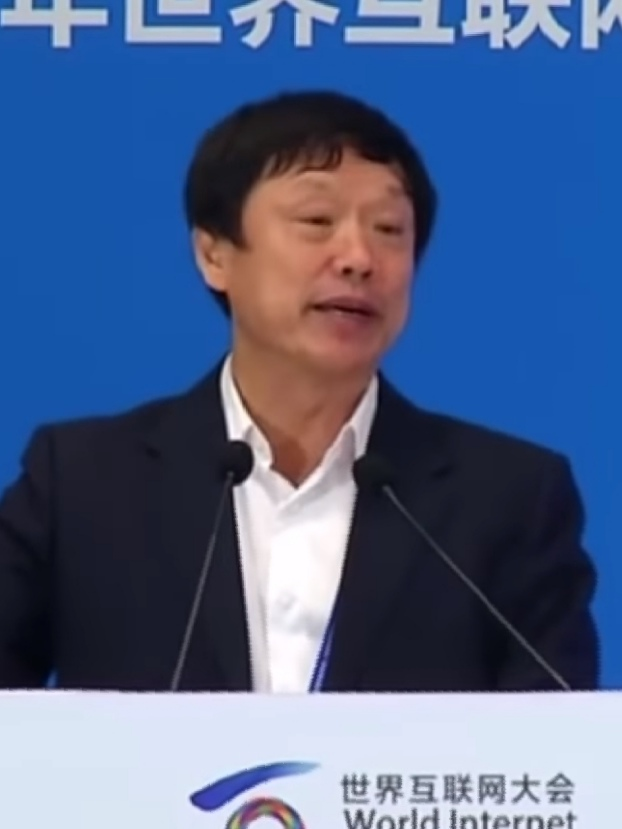
Hu Xijin

Hu Xijin (Chinesisch: 胡锡进; Pinyin: Hú Xījìn; * 1960 in Peking) ist ein chinesischer Journalist. Er war bis zu seinem Rücktritt im Dezember 2021 insgesamt 30 Jahre lang als Journalist bei der Global Times aktiv, davon 16 Jahre als Chefredakteur. Bei der Global Times handelt es sich um eine Boulevardzeitung, die unter der Schirmherrschaft der offiziellen Zeitung Renmin Ribao der Kommunistischen Partei Chinas steht.

## Laufbahn
Hu stammt aus Peking. 1989 schloss er sein Studium der russischen Literatur an der Pekinger Fremdsprachenuniversität mit einem Master ab und begann seine Karriere als Journalist bei der Renmin Ribao. Hu nahm 1989 an den Protesten auf dem Tian’anmen-Platz teil und bezeichnete die Militäraktion zur Niederschlagung der Proteste als eine Tragödie, die durch "studentische Naivität" und die Unerfahrenheit der Regierung verursacht wurde.
Als Auslandskorrespondent der Zeitung berichtete er sowohl über den Bosnienkrieg als auch über den Irakkrieg. Nachdem er als Kriegsberichterstatter über den Zerfall Jugoslawiens berichtet hatte, begann er eine starke kommunistische Herrschaft zu unterstützen. Hu wurde 2005 Redakteur der Global Times und leitet sowohl die chinesischsprachige als auch die 2009 gegründete englischsprachige Ausgabe. 2011 soll er eine Kampagne gegen den chinesischen Dissidenten und Künstler Ai Weiwei angeordnet haben. Über die Umstände seines überraschenden Rücktritts im Dezember 2021 ist wenig bekannt.

## Ansichten
Als Redakteur der nationalistischen Global Times hat Hu den Ruf als ein nationalistischer Hardliner. So verglich er die protestierenden Studenten bei den Protesten in Hongkong 2019/2020 mit den Terroristen des Islamischen Staats. Hu forderte auch auf die Demonstranten zu schießen. Er sprach sich auch dafür aus, die Polizei von jeglicher Verantwortung freizustellen, selbst wenn die Demonstranten tödlich getroffen würden.
Hu Xijin hat eine Verschärfung der Feindseligkeit gegenüber Taiwan unterstützt. Vor allem im Jahr 2020 schlug er vor, dass chinesische Kampfjets in den von Taiwan beanspruchten Luftraum eindringen und einen Abschuss als Kriegserklärung betrachten sollten.
Im Mai 2020 unterstützte er in einem Leitartikel den Ausbau des chinesischen Nuklearwaffenarsenals.

## Persönliches
Hu ist verheiratet und Vater mehrerer Kinder. Im Oktober 2020 berichtete Apple Daily, dass Hus Sohn nach Kanada ausgewandert sei und dass er dafür von anderen Reportern verspottet worden sei, doch Hu stritt ab, dass eines seiner Kinder im Ausland lebt. Im Dezember 2020 berichteten die South China Morning Post und Apple Daily, dass ein ehemaliger stellvertretender Redakteur der Global Times eine Beschwerde bei der Zentralen Disziplinarkommission der Kommunistischen Partei Chinas eingereicht hatte, in der er behauptete, Hu habe zwei Kinder mit ehemaligen Kolleginnen gezeugt. Hu wies die Anschuldigung zurück und bezeichnete sie als Erpressungsversuch.